# 3 Words (canción)
«3 Words» es el segundo sencillo del disco 3 Words de la artista británica Cheryl Cole. La canción cuenta con la participación vocal y la producción de will.i.am del grupo The Black Eyed Peas. La canción fue escrita por Cheryl y will.i.am. Fue oficialmente puesta en venta como sencillo el 18 de diciembre de 2009. Fue elogiada por los críticos contemporáneos los cuales dijeron que era "una canción de amor sofisticado" y el "tema destacado" del álbum.
La canción llegó al número 1 en Reino Unido.

## Lista de canciones
- Descarga digital[1]

1. "3 Words" (Radio edit) – 4:04

- Sencillo en CD[2][3]

1. "3 Words" – 4:04
2. "Boys" (Emeli Sandé, James Murray, Mustafa Omer, Shahid Khan) – 3:41

- Remix EP[4]

1. "3 Words" (Steve Angello Radio Re-Production) – 3:59
2. "3 Words" (Doman & Gooding I Love You Edit) – 3:36
3. "3 Words" (Geeneus-Rinse FM Radio Dub Edit) – 3:33

- Digital EP 1[5]

1. "3 Words" (Álbum versión) – 4:33
2. "3 Words" (Steve Angello Radio Re-Production) – 4:00
3. "3 Words" (Doman & Gooding I Love You Edit) – 3:38
4. "3 Words" (Geeneus-Rinse FM Radio Dub Edit) – 3:33

- Digital EP 2[6]

1. "3 Words" (Radio edit) – 4:04
2. "3 Words" (Steve Angello Extended Re-Production) – 5:42
3. "3 Words" (Doman & Gooding I Love You Remix) – 6:27
4. "3 Words" (Geeneus-Rinse FM Main Mix) – 6:02

## Créditos
"3 Words" fue grabado en los Record Plant Studios, Los Ángeles (California).
- Productor - will.i.am
- Guitarra - George Pajón
- Baterías, sintetizador, bajo - will.i.am
- Ingeniero de sonido - Padriac "Padlock" Kerin, will.i.am
- Grabación - Padriac "Padlock" Kerin
- Mezclas - Dylan Dresdow, will.i.am

## Posicionamiento en listas y certificaciones
| Lista (2009/2010)                     | Mejor posición |
| ------------------------------------- | -------------- |
| Alemania (Offizielle Deutsche Charts) | 27             |
| Australia (ARIA)                      | 5              |
| Australia (ARIA Dance Chart)          | 2              |
| Austria (Ö3 Austria Top 40)           | 56             |
| Eslovaquia (Rádio Top 100)            | 44             |
| European Hot 100                      | 14             |
| Hungría (Single Top 40)               | 5              |
| Irlanda (IRMA)                        | 7              |
| Italia (FIMI)                         | 7              |
| Nueva Zelanda (Recorded Music NZ)     | 12             |
| Países Bajos (Dutch Top 40)           | 20             |
| Reino Unido (UK Singles Chart)        | 4              |
| El Salvador Top 11                    | 1              |
| El Salvador Vox 9                     | 2              |

| Chart (2009)                   | Posición |
| ------------------------------ | -------- |
| UK Singles Chart               | 91       |
| Australian Singles Chart       | 59       |
| Australian Dance Singles Chart | 14       |

| Chart (2010)          | Mejor posición |
| --------------------- | -------------- |
| Italian Singles Chart | 83             |
| Top 111               | 3              |
| VOX 50 2010           | 36             |
| UK Singles Chart      | 161            |

| País        | Organismo Certificador | Certificación |
| ----------- | ---------------------- | ------------- |
| Australia   | ARIA                   | Platino       |
| Italia      | FIMI                   | Oro           |
| Reino Unido | BPI                    | Platino       |